# Red Yaguareté
La Red Yaguareté es una fundación sin fines de lucro de Argentina cuyo objetivo es la conservación del yaguareté o jaguar (Panthera onca) y de los ambientes donde aún habita; las selvas y bosques subtropicales del norte de ese país. Fue creada en el año 2001.

## Objetivos
Su objetivo central es la protección del yaguareté y su ambiente. Entre las labores principales de esta fundación se encuentran la gestión conservacionista, la investigación, la defensa de los derechos del animal, el combate de la caza ilegal, la asistencia a las poblaciones cautivas y la creación de programas de educación y difusión.

## Actuaciones
La Red difunde información acerca de la situación de riesgo del yaguareté, de avistajes, atropellos, conflictos y eventos de cacería ilegal de ejemplares.
Ha emprendido campañas de concienciación y acciones legales para prevenir ataques de yaguaretés al ganado doméstico —una de las razones por las que se le da caza— construyendo también corrales para evitar que el felino logre penetrar en ellos y promover así una mejor convivencia entre el predador y los ganaderos.
También combate la caza deportiva mediante investigaciones propias, acciones legales, propuestas políticas, con la recolección de firmas y mediante actos públicos.
Entre sus actividades de promoción destaca la creación de áreas protegidas de nivel nacional que comprendían los territorios de La Fidelidad, en las provincias de Chaco y Formosa, en la región del Impenetrable chaqueño, para conformar de este modo el bloque protegido bajo la órbita nacional de mayor superficie de la Argentina, fuera de la Patagonia andina.

## Conservación de poblaciones australes del yaguareté
Las poblaciones más australes del yaguareté sobreviven en la Argentina. Hoy su área de distribución en ese país está restringida a seis provincias del norte: Salta, Jujuy, Chaco, Formosa, Santiago del Estero y Misiones, estando encaminadas las acciones para su reintroducción en Corrientes. Sin embargo, hacia finales del siglo XIX, sus poblaciones llegaban por el sur hasta el valle del río Negro en el norte de la Patagonia, habiendo desaparecido también de la totalidad del territorio uruguayo.
La Red Yaguareté alerta que, según los científicos, de la población media histórica de 35 000 yaguares argentinos solamente sobreviven alrededor de 250 ejemplares en las últimas selvas y bosques subtropicales del país, por lo que es urgente la implementación de medidas para lograr la supervivencia de las poblaciones australes de la especie.